# Борислав (пиеса)
„Борислав“ е историческа драма на българския писател Иван Вазов, представена за пръв път на 1 септември 1909 година при откриването на сезона на Народния театър в София.
В този период Вазов пише няколко произведения със средновековно историческа тематика, както и пиеси за наскоро основания Народен театър, който изпитва силен недостиг на оригинален български репертоар. „Борислав“ е представена след първата му пиеса за театъра „Към пропаст“ и преди театралната адаптация на романа „Под игото“. Вазов работи по текста на пиесата поне от лятото на 1906 година, когато вече го обсъжда с Иван Шишманов.
Драмата има сходства с възрожденската пиеса „Иванку, убиецът на Асеня“ на Васил Друмев. Действието се развива в двора на цар Иван Асен II, където главният герой – млад придворен – е изправен пред сблъсъка на личните си чувства към гръцка пленничка с лоялността си към владетеля и родината.
Макар да е посрещната нееднозначно от критиката – някои намират художествените ѝ качества за незадоволителни – „Борислав“ има голям търговски успех. Оригиналната постановка на Народния театър е играна 31 пъти, а малко по-късно текстът е издаден и бързо преиздаден, като през следващите години много театри в страната правят собствени постановки. Още през 1910 година композиторът Георги Атанасов използва пиесата като основа на първата българска историческа опера „Борислав“. През 1986 година Българската телевизия заснема пиесата като постановка на телевизионен театър в две части с режисьор Нина Минкова.

## Други
На „Борислав“ е наречена улица в квартал „Надежда I“ в София (Карта).